# 妖 〜あやかし〜
「妖 〜あやかし〜」（アヤカシ）は、堂本光一の2枚目のシングル（米寿司名義でリリースされた「No more」を含めると3枚目となる）。

## 解説
約3年振りとなる堂本光一名義でのシングルの発売となり、今作も完全初回限定盤、通常盤初回プレス、通常盤の3種類での発売された。
前作から2作連続、オリコンチャート1位となった。
今回も新曲に関しては作詞は外部のミュージシャンからの提供、作曲は自身で行っている。
完全初回限定盤には「妖 〜あやかし〜」のMusic Clip & Makingが収録されたDVDが付いている。

## 収録曲

### 完全初回限定盤
1. 妖 〜あやかし〜
（作詞:白井裕紀/新美香 作曲:堂本光一 編曲:CHOKKAKU）
2. Awaken Yourself
（作詞:白井裕紀/新美香 作曲:堂本光一 編曲:加藤裕介）

### 通常盤初回プレス
1. 妖 〜あやかし〜
2. Awaken Yourself
3. Falling -2009-
（作詞:相田毅 作曲:堂本光一 編曲:岩田雅之）
4. 妖 〜あやかし〜 (Backing Track with Koichi's Chorus)

### 通常盤
1. 妖 〜あやかし〜
2. Awaken Yourself
3. Falling -2009-
4. Peaceful World -2009-
（作詞・作曲:堂本光一 編曲:佐藤泰将 コーラスアレンジ:高橋哲也）
KinKi Kidsのアルバム『C album』に収録されているものを新しくアレンジして収録された。